# Abraxas fuscescens
Abraxas fuscescens là một loài bướm đêm trong họ Geometridae.